# Ołeksandr Pohoriełow
Ołeksandr Heorhijowycz Pohoriełow, ukr. Олександр Георгійович Погорєлов, ros. Александр Георгиевич Погорелов, Aleksandr Gieorgijewicz Pogoriełow (ur. 22 stycznia 1952 w Wałujkach, w obwodzie biełgorodzkim, Rosyjska FSRR), zm. 17 października 2007 w Odessie, Ukraina) – ukraiński piłkarz pochodzenia rosyjskiego, grający na pozycji napastnika, trener piłkarski.

## Kariera piłkarska

### Kariera klubowa
Wychowanek drużyny Instytutu Pedagogicznego w Leninabadzie. Pierwszy trener L.I.Karpow. W 1971 rozpoczął karierę piłkarską w amatorskim zespole Fabryka Mebli Leninabad, skąd w następnym roku przeszedł do Pamiru Duszanbe. W 1976 został piłkarzem Czornomorca Odessa. W latach 1976–1977 służył w wojskowym zespole CSKA Moskwa, po czym powrócił do Czornomorca. W latach 1980–1981 występował w Kołosie Nikopol, a w 1982 przeszedł do Dnipra Dniepropetrowsk. W 1984 zakończył karierę piłkarską w Kołosie Nikopol.

## Kariera trenerska
Po zakończeniu kariery zawodniczej od lipca do sierpnia 1984 obejmował stanowisko głównego trenera Kołosu Nikopol. W 1985 pracował w DJuSSz Łokomotyw Odessa. Potem łączył funkcje trenerskie z występami na boisku w amatorskich zespołach StrojHydraulika Odessa, Perwomajec Perwomajśke, Rybak Odessa oraz IRIK Odessa. W 1999 trenował trzecią drużynę Czornomorca Odessa. 17 października 2007 zmarł w wieku 55 lat.

## Sukcesy i odznaczenia

### Sukcesy klubowe
- mistrz ZSRR: 1983

### Sukcesy indywidualne
- 9-10. miejsce w klasyfikacji króla strzelców Mistrzostw ZSRR: 1981 (12 goli)

### Odznaczenia
- tytuł Mistrza Sportu ZSRR: 1977